# جو كروتي
جو كروتي (بالإنجليزية: Joe Crotty)‏ هو لاعب كرة قاعدة أمريكي، ولد في 24 ديسمبر 1860 في سينسيناتي في الولايات المتحدة، وتوفي في 22 يونيو 1926 في منيابولس في الولايات المتحدة.

## وصلات خارجية
- جو كروتي على موقعبيزبول رفرنس.كوم (الدوري الرئيسي) (الإنجليزية)
- جو كروتي على موقعبيزبول رفرنس.كوم (الدوري الثانوي) (الإنجليزية)